# Karl-Gustav Sauberzweig
Karl-Gustav Sauberzweig (1. rujna 1899. – 20. listopada 1946.) bio je pukovnik Wehrmachta koji je prešao u Waffen SS za vrijeme Drugog svjetskog rata i vodio "13. SS diviziju Handžar" od 1943. do 1945.

## Životopis
Karl-Gustav Sauberzweig rođen je u Wissek (Wysoka), a školovao se u Bromberg (današnja Poljska). Služio je u pruskoj vojsci u Drugom svjetskom ratu.
U dobi od 18 godina dobio je Željezni križ. U to vrijeme dobio je i nadimak Schnellchen (brzi).
Godine 1943. prebačen je u Waffen SS, a 8. kolovoza 1943. dobiva zapovjedništvo nad "Handžar" SS divizijom. Bio je na čelu vojnih akcija u Bosni sve do 19. lipnja 1944.
Sauberzweig je počinio samoubojstvo u rujnu 1946.